# 19 Batalion Radiotechniczny
19 Batalion Radiotechniczny – jednostka wojsk radiotechnicznych Sił Zbrojnych Rzeczypospolitej Polskiej.

## Historia
Geneza batalionu sięga 1955, kiedy rozpoczęto formowanie 19 kompanii radiotechnicznej, która ostatecznie powstała w marcu 1956. Zadaniem było radiolokacyjne zabezpieczenie 11 Dywizji Lotnictwa
Myśliwskiego.  
W 1968 na bazie 19 krt sformowano 19 batalion radiotechniczny. W jego skład weszły: 605 Zautomatyzowane Centrum Radiolokacyjnego Rozpoznania i Dowodzenia (ZCRR i D) i 604 ZCRR i D w Goleniowie, z zadaniem zabezpieczenia działań bojowych 3 Brandenburskiej Dywizji Lotnictwa Myśliwskiego i 40 pułku lotnictwa myśliwskiego.
W 1971 19 brt przebazowano na lotnisko w Goleniowie i podporządkowano 2 plm „Kraków”. W 1974 19 brt przeniesiono do pobliskiego Marszewa.
W 1990 19 brt wraz z pułkiem przekazano do 2 Korpusu OP, a w 1992 wydzielony został z 2 plm i podporządkowany dowódcy 2 BRt.
W 1995 rozwiązano batalion. Do 1998 użytkowana była RLS "Avia", wcześniej integralny element struktury organizacyjnej batalionu. 

## Dowódcy batalionu
- ppłk Stanisław Nowak - (1968–1971)
- ppłk Stanisław Nowakowski - (1971–1979)
- ppłk Tadeusz Walicki - (1979–1985)
- ppłk Tadeusz Bednarz - (1985–1986)
- mjr Marek Hajduk - (1986–1987)
- ppłk Wojciech Szambelan - (1987–1992)
- mjr Czesław Sieczkowski - (1992–1995)